# لینکانگ
لینکانگ (به لاتین: Lincang) یک شهر مرکزی در جمهوری خلق چین است که در یون‌نان واقع شده‌است. لینکانگ ۲۴٬۴۶۹ کیلومتر مربع مساحت و ۲٬۱۵۰٬۰۰۰ نفر جمعیت دارد و ۱٬۵۱۷ متر بالاتر از سطح دریا واقع شده‌است.

## خواهرخوانده
شهر دوبنا خواهرخواندهٔ لینکانگ هست.